# GSE Composite Index
Der GSE Composite Index (ehemals GSE All-Share Index) auch GSE-CI ist der Haupt-Aktienindex der Ghana Stock Exchange. Er wurde im Jahr 2011 aufgelegt mit einer Basis von 1.000 Punkten.

## Zusammensetzung
Mit Stand 2014 waren folgende Unternehmen gelistet:
| Symbol           | Company                                                 |
| AADs             | AngloGold Ashanti                                       |
| ACI              | African Champion Industries                             |
| ABL              | Accra Brewery Company                                   |
| AGA              | AngloGold Ashanti                                       |
| ALW              | Aluworks                                                |
| AYRTN            | Ayrton Drugs                                            |
| BOPP             | Benso Oil Palm Plantation                               |
| CAL              | CAL Banks                                               |
| CLYD             | Clydestone Ghana                                        |
| CMLT             | Camelot Ghana                                           |
| CPC              | Cocoa Processing Company                                |
| EBG              | Ecobank Ghana (Ecobank)                                 |
| EGL              | Enterprise Insurance                                    |
| ETI              | Ecobank Transnational (Ecobank)                         |
| FML              | Fan Milk                                                |
| GCB              | Ghana Commercial Bank                                   |
| GGBL             | Guinness Ghana Breweries                                |
| GOIL             | Ghana Oil Company                                       |
| GSR              | Golden Star Resources                                   |
| GWEB             | Golden Web                                              |
| HFC              | HFC Bank                                                |
| MAC              | Mega African Capital Limited                            |
| MLC              | Mechanical Lloyd                                        |
| PBC              | Produce Buying Company                                  |
| PKL              | Pioneer Kitchenware                                     |
| PZC              | PZ Cussons Ghana (PZ Cussons)                           |
| SCB              | Standard Chartered Bank Ghana (Standard Chartered Bank) |
| SCB PREF         | Standard Chartered Bank Ghana (Standard Chartered Bank) |
| SOGEGH           | Société Générale Ghana                                  |
| SIC              | SIC Insurance Company                                   |
| SPL              | Starwin Products                                        |
| SWL              | Sam Woode Limited                                       |
| TBL (The Gambia) | Trust Bank Limited (Gambia)                             |
| TLW              | Tullow Oil                                              |
| TOTAL            | Total Petroleum Ghana (Total S.A.)                      |
| TRANSOL          | Transol Solutions Ghana                                 |
| UNIL             | Unilever Ghana (Unilever)                               |
| UTB              | UT Bank                                                 |